# Alexia Căruțașu
Aleksia Karutasu (nom turquifié de l'original roumain « Alexia Ioana Căruțașu ») est une joueuse de volley-ball roumaine née le 10 juin 2003 à Bucarest. Elle mesure 1,83 m et joue au poste d'attaquante. 

## Biographie
Son père Virgil Căruțașu est un ancien joueur de basket-ball. Sa mère est ancienne joueuse de basket-ball Andreea Căruțașu. En décembre 2021, elle a obtenu la citoyenneté turque et la nationalité sportive, avec l'intention de jouer pour l'équipe nationale de Turquie. Ses plans ont été brisés puisque la Turquie a également naturalisée la joueuse cubaine Melissa Vargas et les règles de la FIVB n'autorisent qu'un seul joueur naturalisé dans une équipe nationale. La Fédération turque de volleyball elle-même a nié avoir envisagé de recruter Karutasu dans l'équipe nationale.

## Clubs
| Club               | De        | À         |
| ------------------ | --------- | --------- |
| CSM Bucureşti      | 2016-2017 | 2017-2018 |
| Vakıfbank İstanbul | 2018-2019 | 2018-2019 |
| Yeşilyurt İstanbul | 2019-2020 | …         |

## Palmarès
- Coupe de Roumanie
  - Vainqueur : 2018.
- Championnat de Roumanie
  - Vainqueur : 2018.
  - Finaliste : 2017.